# Joan-Miró-Grundschule
Die Joan-Miró-Grundschule ist eine in den 1960er Jahren gegründete deutsch-spanische Grundschule, bestehend aus einer deutschsprachigen Regelschule und einer deutsch-spanischen Europaschule im Berliner Ortsteil Charlottenburg im Bezirk Charlottenburg-Wilmersdorf. Sie benutzt frühere Schulbauten an diesem Ort.

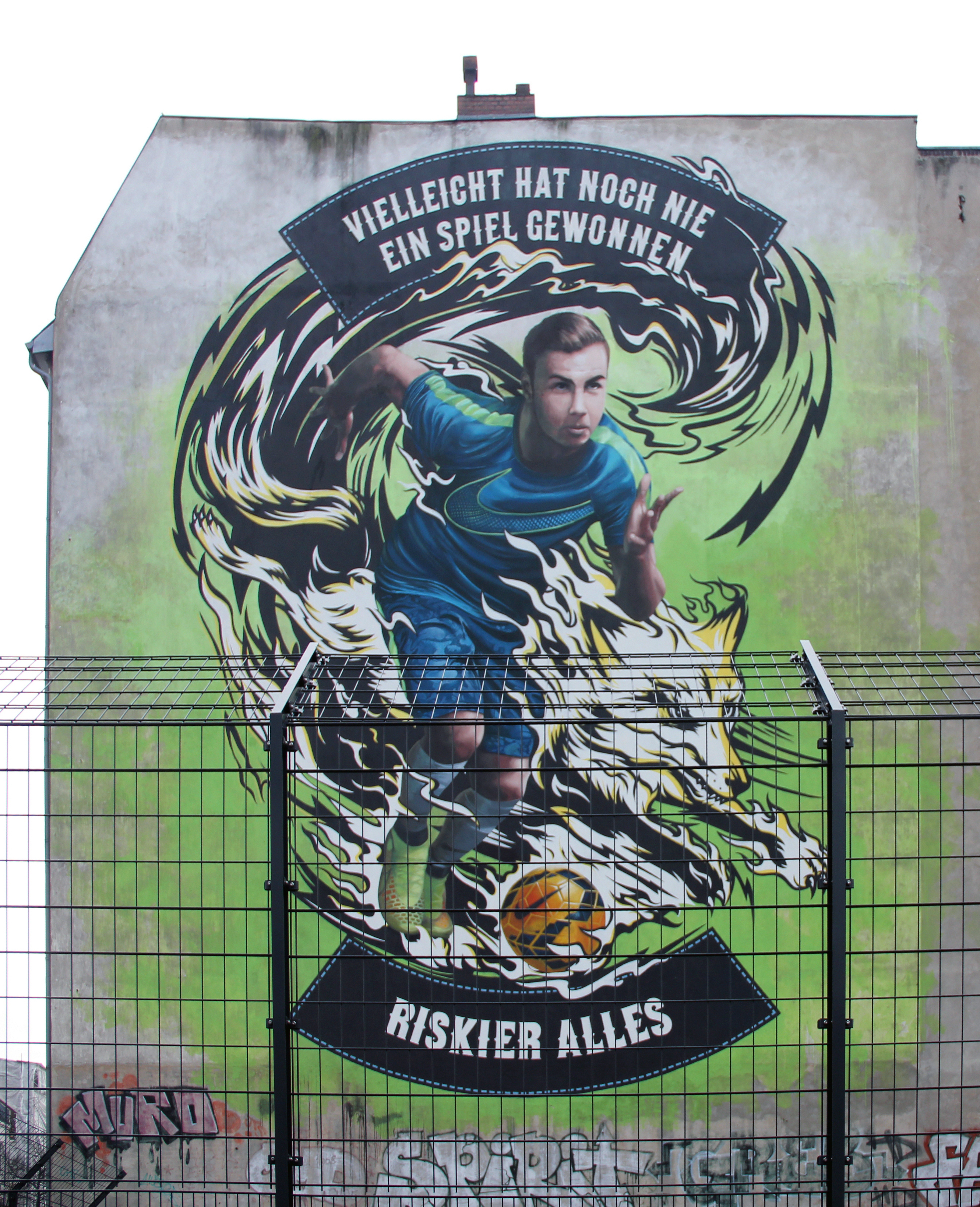
Wandbild von Mario Götze über dem DFB-Mini-Spielfeld am Schulgebäude

## Geschichte

### Überblick
Die Schule ist nach Joan Miró (1893–1983) benannt, einem renommierten spanischen Maler und Bildhauer. Der Gebäudekomplex, der bereits im 19. Jahrhundert als Schule erbaut wurde, wechselte im Laufe der Zeit seinen Namen oder wurde anderweitig genutzt: Zunächst beherbergte er die 19. und 20. Gemeindeschule. Ab 1901 wurde daraus die Kaiser-Friedrich-Schule. Während des Ersten Weltkriegs diente er als Lazarett. In der NS-Zeit, 1938 befand sich hier die Schlüter-Oberschule für Jungen, und ab 1939 wurde der Schulbau ein Krankenhaus für Kinderlähmungspatienten. Vom Kriegsende bis 1949 war dort (zusätzlich) die Ostpreußen-Hauptschule untergebracht.
Ab 1949 wurde die Schlüter-Schule zur 8. bzw. 20. Volksschule, und ab 1952 zur 6. Grundschule. 1955 erhielt sie den Namen 6. Grundschule Schlüter-Schule. Aufgrund sinkender Schülerzahlen wurde sie 1966 in die Uhland-Grundschule eingegliedert und geschlossen. Doch schon 1969, als die Schülerzahlen wieder stiegen, wurde die Schlüter-Schule als 19. Grundschule erneut eröffnet, aber noch im gleichen Jahr umbenannt in Joan-Miró-Grundschule. Die Schule ist aufgeteilt in die seit 1994 existente deutsch-spanische Staatliche Europa-Schule Berlin (SESB) und die Deutschsprachige Regelschule.
Die Schulleitung wird für ihre strukturierten Verwaltungsprozesse gelobt, jedoch gibt es Kritik an der Kommunikation und Einbeziehung der Schulgemeinschaft. An der Regelschule werden die Klassenstufen 1–3 seit 2003 zusammengelegt in jahrgangsübergreifende Lerngruppen (kurz JüL). Am 19. November 2008 eröffneten Baustadtrat Klaus-Dieter Gröhler und Schulstadtrat Reinhard Naumann das erste DFB-Mini-Spielfeld im Bezirk Charlottenburg-Wilmersdorf auf dem Schulgelände. Als Ehrengast war der ehemalige DFB-Nationalspieler Andreas Brehme anwesend, der gemeinsam mit den Schülerinnen und Schülern der Staatlichen Europaschule das neue Kleinspielfeld aktiv einweihte.
Am 5. Juli 2010 wurde ein zusätzlicher Hort eröffnet. Der zusätzliche Betreuungsbereich entstand durch den Umbau einer Durchfahrt im Eingangsbereich.

### Staatliche Europaschule Berlin
Das SESB-Programm wurde 1992 ins Leben gerufen, um Mehrsprachigkeit und interkulturelles Lernen zu fördern und auf die zunehmende Internationalisierung Berlins zu reagieren. Ziel ist es, Schülerinnen und Schüler sprachlich und kulturell sowohl auf das Leben in Deutschland als auch in einem anderen europäischen Land vorzubereiten. An der Joan-Miró-Grundschule ist es seit 1994 existent. Der Anteil von Kindern aus Familien nichtdeutscher Herkunftssprache liegt bei fast 70 %, und der Unterricht in den SESB-Klassen erfolgt zu gleichen Teilen auf Deutsch und Spanisch. Lehrerinnen und Lehrer unterrichten in ihrer Muttersprache, was den Schülerinnen ermöglicht, beide Sprachen auf einem hohen Niveau zu erlernen und zu beherrschen. Die SESB richtet sich an Kinder aus zweisprachigen Familien sowie an Familien, die sich eine bilinguale Erziehung wünschen. Die Schülerinnen und Schüler haben in der Regel bereits vor Eintritt in die Schule Kenntnisse in beiden Sprachen oder erlernen die zweite Sprache während ihrer Schulzeit. Die Europaschulen in Berlin legen großen Wert auf interkulturelles Lernen. Das Ziel ist es, Schülerinnen und Schüler nicht nur sprachlich, sondern auch kulturell auf das Leben in einem vereinten Europa vorzubereiten. Der Unterricht vermittelt ein europäisches Bewusstsein und fördert Toleranz sowie das Verständnis für andere Kulturen. Der Lehrplan orientiert sich sowohl am deutschen Bildungsplan als auch an den Anforderungen der spanischen Bildung. Fächer wie Mathematik, Sachkunde oder Musik werden abwechselnd in den beiden Sprachen unterrichtet. Neben dem regulären Unterricht bietet die Schule zahlreiche kulturelle Aktivitäten, die eng mit dem spanischsprachigen Raum verbunden sind, wie Theaterprojekte, Lesewettbewerbe oder Feste, die spanische und lateinamerikanische Traditionen feiern.

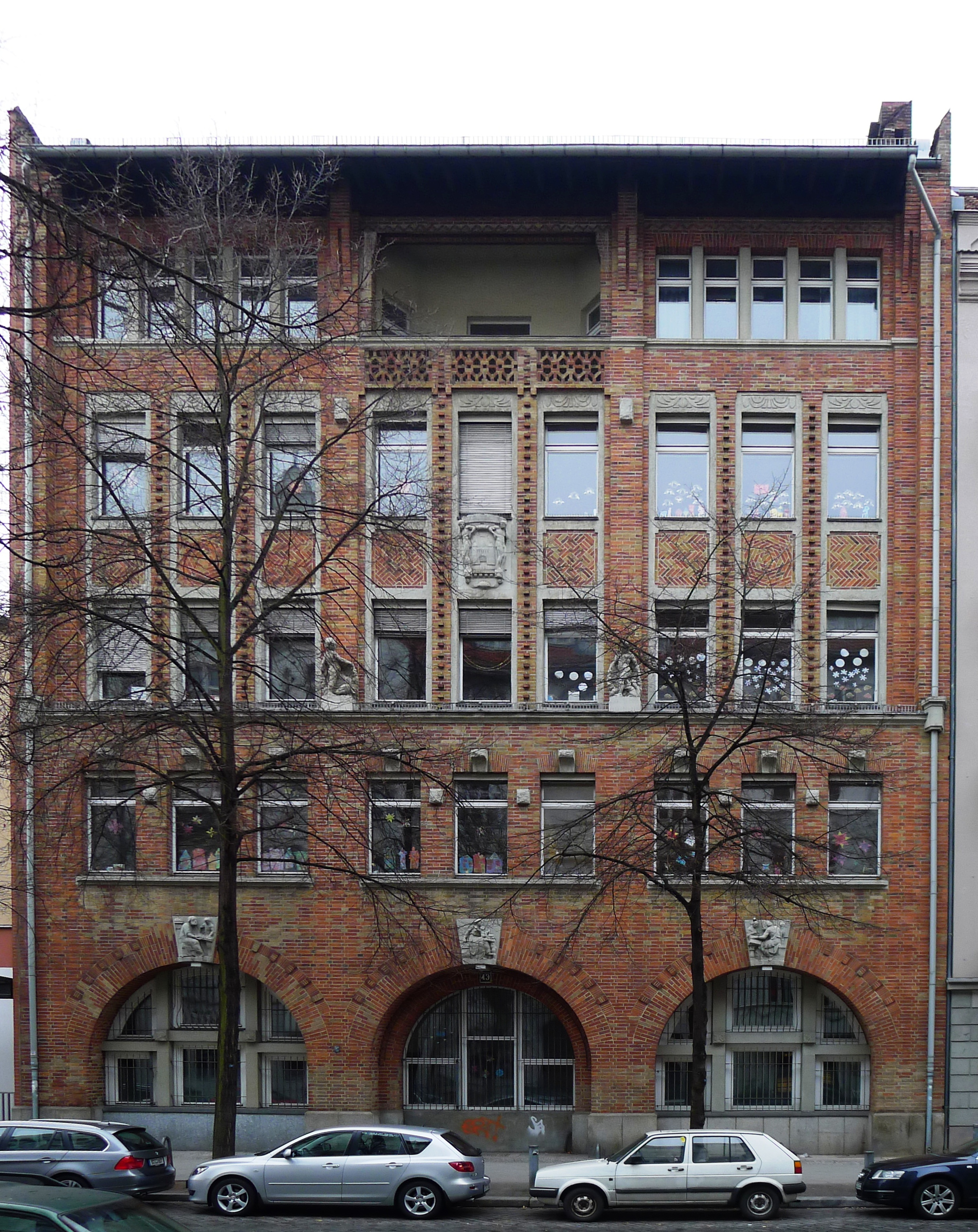
Gebäude des Betreuungsbereiches (unten) und der deutschsprachigen Klassen 1–3

### Kaiser-Friedrich-Schule
Die Kaiser-Friedrich-Schule bezog das Gebäude am 27. Februar 1901, nachdem der Bau 1899 begonnen worden war. Seit dem 3. Juni 1901 trug die Schule offiziell den Namen Kaiser-Friedrich-Schule, verliehen durch einen Kabinettsbefehl vom 11. Mai 1901. Zu diesem Zeitpunkt bestand das Lehrerkollegium aus einem Direktor, dreizehn Oberlehrern und sieben Vorschullehrern. Laut einer statistischen Erhebung vom 7. Oktober 1901 besuchten zu dem Zeitpunkt 632 Schüler die Schule. Die Schule war eine Realschule mit Gymnasialem Zweig. Die Schüler stammten überwiegend aus Kaufmannsfamilien, wobei der Anteil jüdischer Schüler besonders hoch war, insbesondere in den Gymnasialklassen. Im Jahr 1914 waren 194 von insgesamt 742 Schülern jüdischen Glaubens.
Einer der bekanntesten Schüler war Walter Benjamin, der die Schule von 1902 bis 1905 besuchte und 1912 seinen Abschluss machte. Dieser beschrieb die Schule bereits in seinem Buch Berliner Kindheit um neunzehnhundert. Im Zuge der Neugestaltung des höheren Schulwesens durch die Nationalsozialisten im Jahr 1938 wurde die Kaiser-Friedrich-Schule in Schlüter-Schule umbenannt. Dies geschah im Rahmen des Versuchs, die verschiedenen deutschen Schulformen zu vereinheitlichen, wobei die Oberschule als Standardform etabliert werden sollte. Auf Anweisung des Stadtpräsidenten vom 19. Juli 1939 musste die Schule ihr Gebäude räumen. Die Klassen 1 bis 4 wurden daraufhin in die Moltke-Grundschule verlegt, während die Klassen 5 bis 8 zur Clausewitz-Schule wechselten.

## Gebäude
Der Gebäudekomplex wurde 1899–1901 vom Architekten Paul Bratring errichtet und im Stil des akademischen Historismus gestaltet. Von der Knesebeckstraße aus ist das vierstöckige Schulgebäude zu sehen, das hinter einer leicht versetzt stehenden zweistöckigen Turnhalle liegt. Die Schule hat Sportplätze. Die Bauwerke aus Mauerwerk sind mit roten Ziegeln verkleidet, während die architektonischen Gliederungen durch schwarze Glasurziegel hervorgehoben werden. Zwischen 1964 und 1968 wurden bei einer Modernisierung kleinere Umbauten durchgeführt. Das Schulgebäude steht seit den 1990er Jahren unter Denkmalschutz.

## Ehemalige Schüler (Auswahl)
- Walter Benjamin (1892–1940)